# Rampa de taller

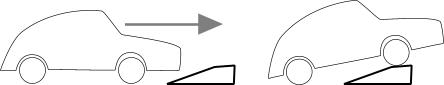
Rampa per a cotxes

Una rampa de taller o rampa per a cotxes és un suport (normalment de ferro) que proporciona un mètode senzill per aixecar un vehicle del terra per poder accedir sota el mateix, és un dels tres sistemes més fàcils per elevar un cotxe, juntament amb els altres dos més comuns:utilitzar un gat o utilitzar cavallets.
El punt més important de la rampa per a cotxes és la seguretat, ja que els cotxes poden ser mantinguts molt establement damunt de les rampes (si són prou resistents, per exemple les fetes de ferro), algunes poden ser construïdes manualment a casa, fetes amb eines senzilles.